# 杭州商场列表
杭州有着成熟的商场零售业，杭州的商场也曾多次刷新中国百货店单店单日销售记录，但近年多有受到电子商务的冲击。
以下是杭州主要商业综合体。

## 已开业

### 银泰系（15家）
作为银泰百货的发迹地，自银泰于1998年开设武林店以来，银泰在杭州的商场零售业一直占据着举足轻重的地位。目前杭州有15家银泰商场。
- 银泰百货杭州武林店，位于延安路北端，是银泰百货的旗舰店。武林店于1998年11月16日开业，是银泰旗下的第一家门店；
- 西湖银泰城，位于延安路南端，2008年4月30日开业，银泰城是银泰集团的购物中心品牌；
- 银泰百货杭州庆春店，位于庆春东路的庆春广场，2009年4月10日开业；
- 银泰百货杭州富阳店，2010年4月开业，位于富阳城北新区玉长城商业广场，总面积2.6万平米。[5]
- 银泰百货杭州文化广场店，位于与京杭大运河武林门码头隔河相望，位于运河北岸的西湖文化广场，2012年6月22日开业，定位为VIP折扣店；虽然名为＂银泰百货＂，但内部设计已经接近购物中心。
- 城西银泰城，南临富强路、北近萍水街，东接拱苑路，西邻丰潭路，2013年9月开业。
- 中大银泰城，位于拱墅区东新路石祥路口，2014年12月31日开业。入驻有海上明珠国际影城、音浪KTV、木马王国、孩子王等。[6]
- 银泰百货杭州下沙工厂店，2016年1月开业，成为继2015年9月开业的下沙龙湖天街后下沙第二家大型商业综合体。位于下沙路和海达南路交叉口，占地25亩，总建筑面积9.8万平米，地面8层，地下2层。主要商家有大地影院、唛歌KTV、海底捞、新白鹿餐厅等。[7]
- 湖滨银泰in77，位于湖滨路、平海路、延安路的超大商场体，银泰集团与上城区政府共同打造，是银泰的高端品牌；有ABCDE5个区，其中A区(原杭州湖滨国际名品街)定位为国际一线精品旗舰体验中心，A区2005年10月营业[8]，D区2017年12月18日开业，E区2018年12月15日开业 （页面存档备份，存于），总建筑面积近30万㎡。空中连廊将A区和D区连接起来，地下通道连接B和C区。[9]
- 西溪银泰城，位于浙大紫金港校区南侧，2017年11月开业。[10]
- 临平银泰城，2018年6月23日开业，位于临平世纪大道与迎宾路的十字轴，紧邻地铁9号线临平站，建筑面积约68万平米，3000余个停车位，顶楼有一个公益性质的空中花园广场，主要入驻商家有博纳国际影城临平IMAX店（9个影厅1006个座位，杭州第二家博纳影城）、永辉bravo超市、MUJI无印良品、优衣库、H&M、漫书咖、越健身、星聚会KTV和菲菲羊乐园等[11]。
- 千岛湖银泰城，2019年12月16日开业，位于淳安县新安大街与新安南路交叉口以北。[12]
- 杭州百货大楼，位于延安路546号，坐落于繁华的武林广场商业区东南侧，1989年11月1日开业，属百大集团股份有限公司所有。现由浙江银泰百货负责管理。
- 之江银泰，银泰百货之江店，位于西湖区转塘街道江涵路与珊瑚沙路交汇处，商业面积8万方，分5个楼层，2020年9月30日开业。[13]
- 萧山银泰，位于萧山区南部的新塘街道通惠南路与南秀路交叉口，2021年12月26日开业。
- 滨江银泰，位于滨江区西兴街道，分A、B、C、D四区，2022年6月30日开业。
- 西投银泰城，位于西湖区之江板块，由西湖投资集团和银泰置地联手打造，2024年5月31日开业。[14]

### 解百系（4家）

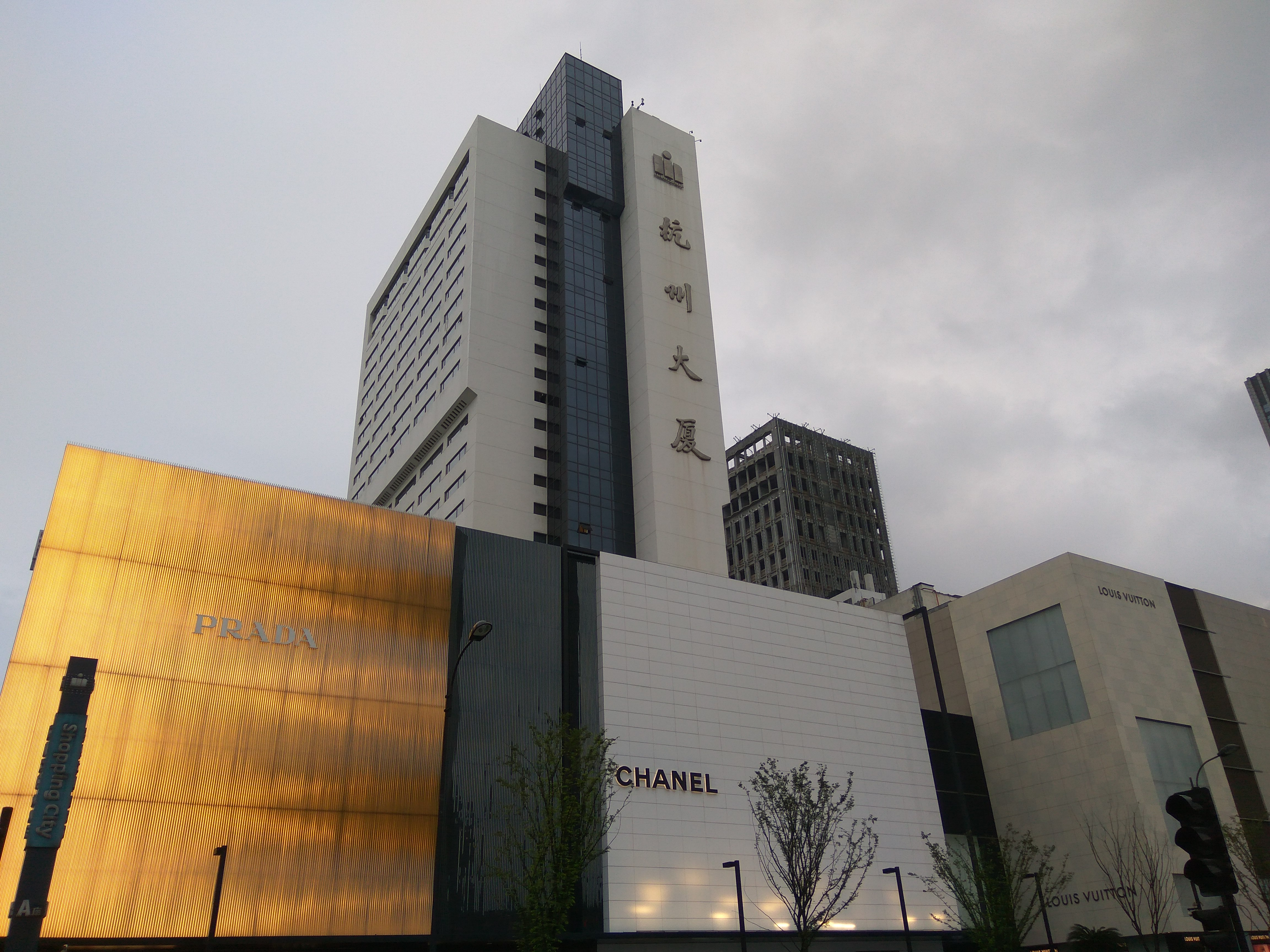
杭州大厦

- 杭州解百（原解放路百货商店），位于上城区解放路，由新元华（C座、延安路西侧）、新世纪（延安路西侧，A座在东、B座在西）ABC三幢大楼组成，总体量达到13万平方米，其中解百新元华原为杭州大厦商场元华店。前身是创建于1918年的国货陈列馆，1950年成为杭州市最早建立的国营零售企业，1992年改制为股份有限公司，1996年组建集团。
- 杭州大厦，1993年商场开业，位于武林广场西侧，分A座、B座（1999年开业）、C座坤和店（2009年9月开业）、D座华浙店（2009年4月开业[15]）四座大楼，横跨环城北路。总建筑面积近14万平米，共经营5万多种国内外高档名牌商品；
- 杭州大厦·501城市广场，位于庆春广场西侧的百大绿城·西子国际，靠近银泰百货庆春店，2016年10月开业。[16]
- 杭州大厦中央商城，2018年2月2日开业，位于武林广场地下，是杭州最大的地下商场。中央商城与周围的杭州大厦、杭州百货大楼、国大城市广场等商业体以及地铁武林广场站贯通。

### 万象城/万象汇（5家+1）

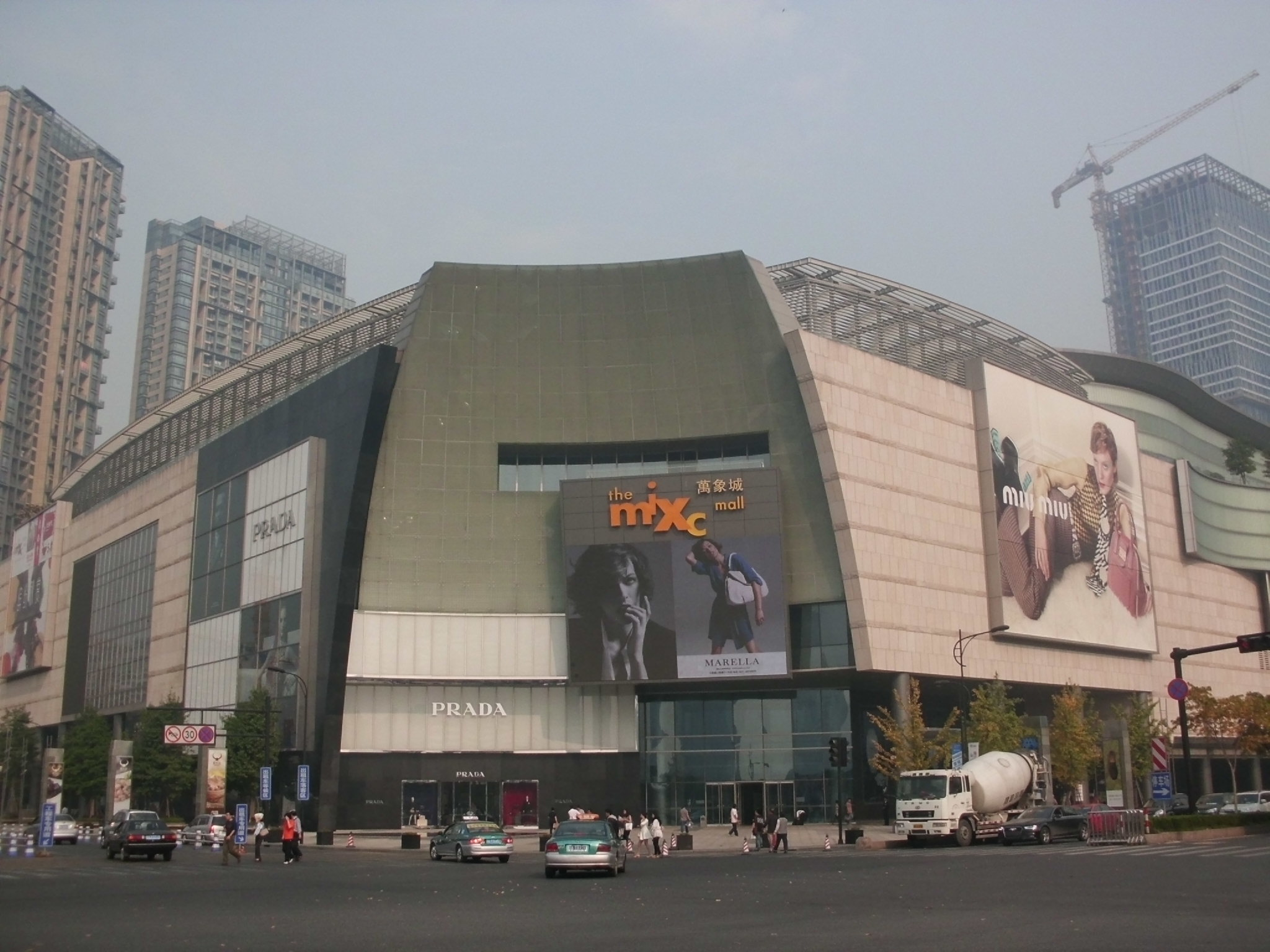
杭州万象城

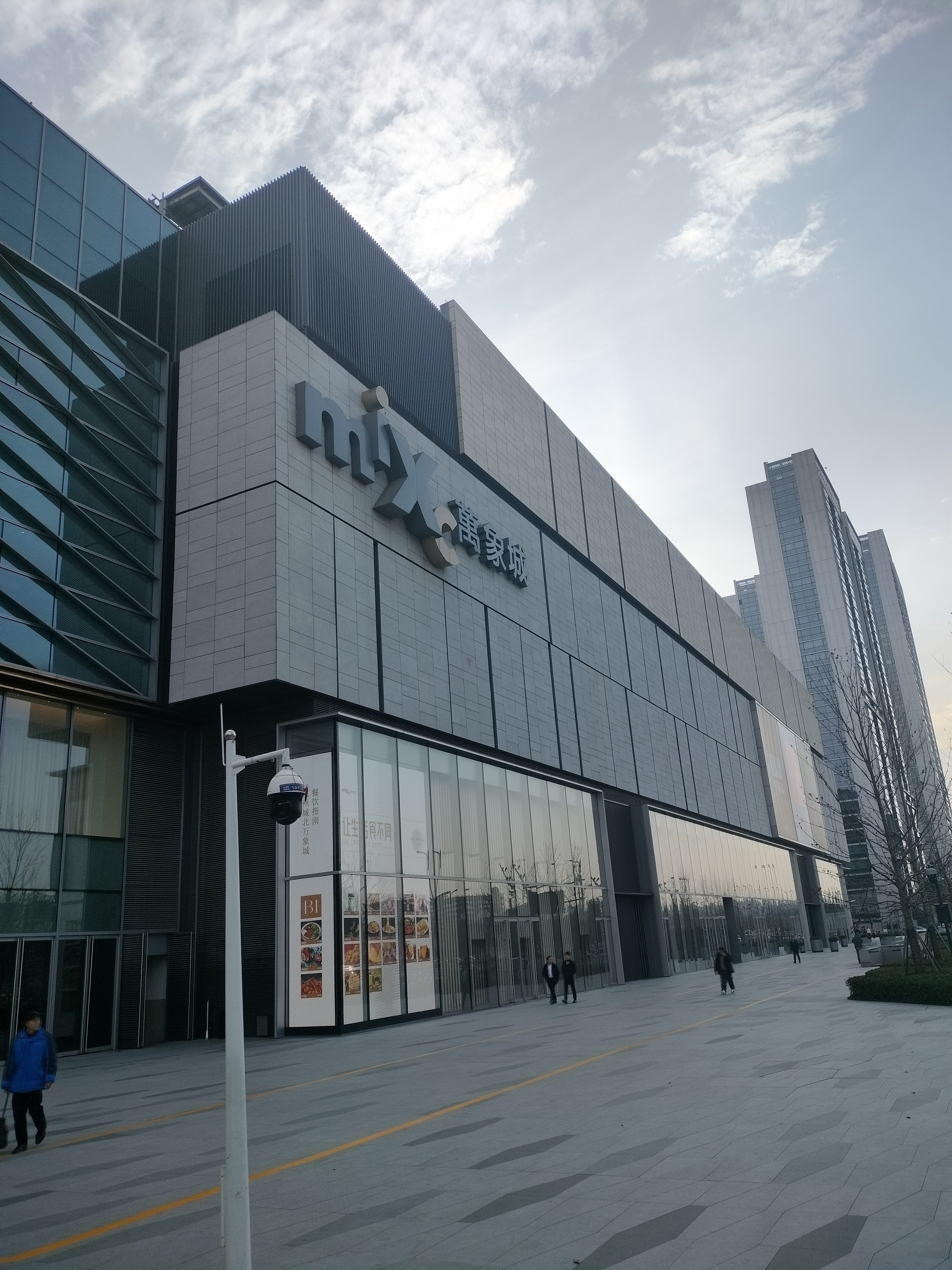
杭州城北万象城

- 杭州万象城，位于钱江新城庆春路与富春路交汇处，2010年4月开业，建筑面积24万平米，分为地上六层，地下三层。商场与地铁钱江路站和江锦路站贯通。
- 萧山万象汇位于萧山区市心中路与金城路交叉口，地铁2号线、5号线人民广场站旁，2018年6月15日开业[17]，购物中心5层面积超10万平米，入驻商家有万象影城（华东首店）、盒马鲜生、西西弗、万宝龙、乐高、戴森、星巴克、北山十号、安德玛、捞神、UGG等。它是萧山首个双地铁上盖综合体项目。[18][19]
- 杭州东站万象汇，位于杭州东站东侧，2020年12月开业。店铺以餐饮为主，采用半开放式结构，营业面积分布于地上一层、地上二层和地下一层。[20]
- 杭州城北万象城，位于余杭区杭行路1499号，2023年11月5日开业。[21]
- 杭州中心商场，位于武林广场东北侧，2023年12月24日开业，有6万平米共8层，属于华润置地旗下，由万象城管理，万象城会员卡通用。
- 绿汀路万象城，位于余杭未来科技城（海创园）绿汀路，预计2027年开业。[22]

### 万达广场（5家）

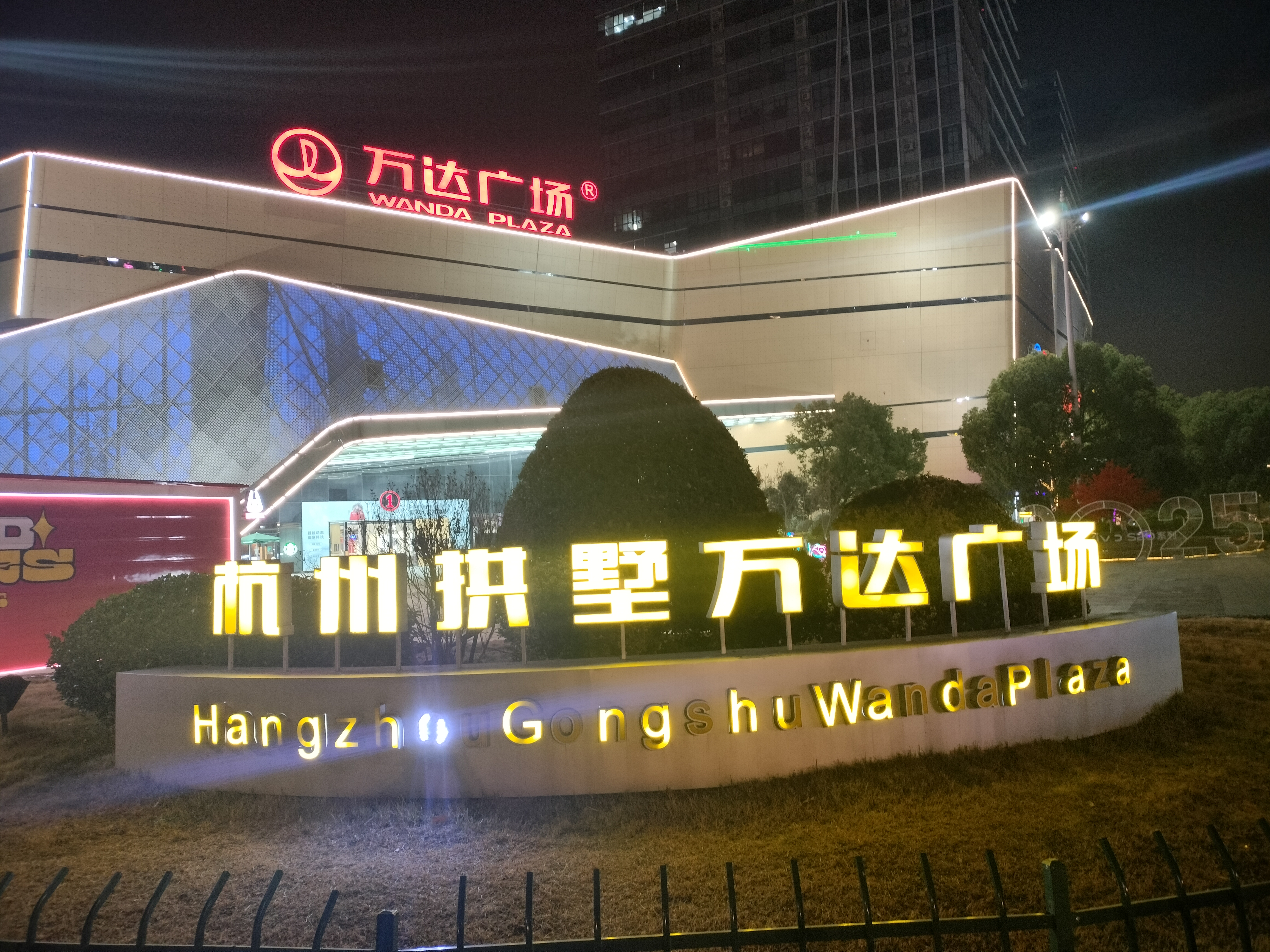
拱墅万达广场

- 杭州拱墅万达广场，位于拱墅区杭行路666号，2014年12月12日开业，为杭州第一座万达广场。[23]
- 余杭万达广场，开业时名称叫杭州未来科技城万达广场[24]，位于文一西路1888号（余杭街道），2019年8月开业。[25]
- 富阳万达广场，位于富阳区城市主干道金桥北路和新桥新路交叉口，总建筑面积60万方，商业面积12万方，地上4层、地下2层，2021年6月开业。[26]
- 万达广场 (未来科技城店)，位于未来科技城仓前街道，2023年1月开业。前身为2020年12月23日开业的杭州奥克斯未来中心商业广场（奥克斯集团旗下）。[27]
- 临平万达广场，2024年12月开业，前身是2017年5月开业的万宝城，2022年8月万达与万宝城签约接管，开始对万宝城进行改造升级。[28][29]

### 龙湖天街（8家+4）

杭州金沙天街

杭州滨江天街

- 杭州金沙天街，2015年9月26日正式开业，位于下沙金沙大道与海达南路交汇处，近22万平米，与地铁1号线金沙湖站连通。入驻有华润万家、世纪星真冰滑冰场、上影海上国际影城、唛歌KTV、威尔士健身、万宁、大食代美食广场等。[30]
- 杭州滨江天街，2017年9月23日开业，位于滨江区江南大道与江汉路口，面积24万平米，是龙湖集团在杭的第二家“天街”。主要商家有CGV影城全国旗舰店（含IMAX）、永辉生鲜精品超市Bravo、全明星滑冰俱乐部、GALA KTV、ZARA、新元素、蓝蛙、威尔仕健身、西西弗书店等。位于7层屋顶的“1515空中街区”，包含涂鸦广场、树洞公园、天空农场、宴请酒楼、花园餐厅及科技互动西餐厅。[31]
- 杭州西溪天街，位于西湖区余杭塘路1001号，2019年12月6日开业。毗邻浙大紫金港校区西区。[32]
- 杭州紫荆天街，位于杭州西湖区三墩板块古墩路1009号，2019年12月21日开业，建筑面积约13万平米。与杭州地铁2号线三墩站B口无缝衔接。[33]
- 杭州江东天街，位于杭州钱塘区大江东地区，2021年9月开业。它是地铁上盖TOD项目，与杭州地铁7号线启成路站无缝衔接，体量近11万平米。[34]
- 杭州丁桥天街，位于杭州上城区东北部的丁兰街道大农港路与丁城路交叉口，2021年10月15日开业，体量21万平米。天街东侧为桃花湖公园，临近杭州地铁3号线桃花湖公园站B2口。[35]
- 杭州吾角天街，位于钱塘区金沙大道30号，在杭州金沙天街以东1公里，金沙印象城对面，2022年5月开业。[36]
- 杭州国芳天街，位于上城区九沙大道388号，临近杭州汽车客运中心，2023年4月29日开业[37]。总建筑面积22万余平米，其中商业面积6.5万平米。
- 杭州云城天街，位于杭州云城，在建中，预计2025年竣工。
- 杭州丰收湖天街，位于上城与临平交界处的丰收湖公园旁，在建中，预计2025年竣工。
- 杭州滨康天街，为滨江区滨康路站地铁站上盖物业，在建中，预计2026年竣工。
- 杭州富阳天街，位于富阳富春湾新城，在建中。

### 印象城（4家）

杭州奥体印象城

- 古墩路印象城，位于西湖区古墩路588号，浙江大学紫金港校区东南侧，2010年1月开业，建筑面积52761平方米；
- 西溪印象城，位于西溪湿地（洪园）五常大道入口对面，2013年3月28日试营业，5月10日正式开业，一期17万平方米，二期4万平方米；[38]
- 杭州金沙印象城，位于下沙金沙大道9号，2019年6月开业，商业面积约为18.6万平米。[39]
- 杭州奥体印象城，位于杭州萧山区钱江世纪城金鸡路与扬帆路交叉口，2021年9月30日开业。[40]

### 宝龙城/宝龙广场（11家）

滨江宝龙城

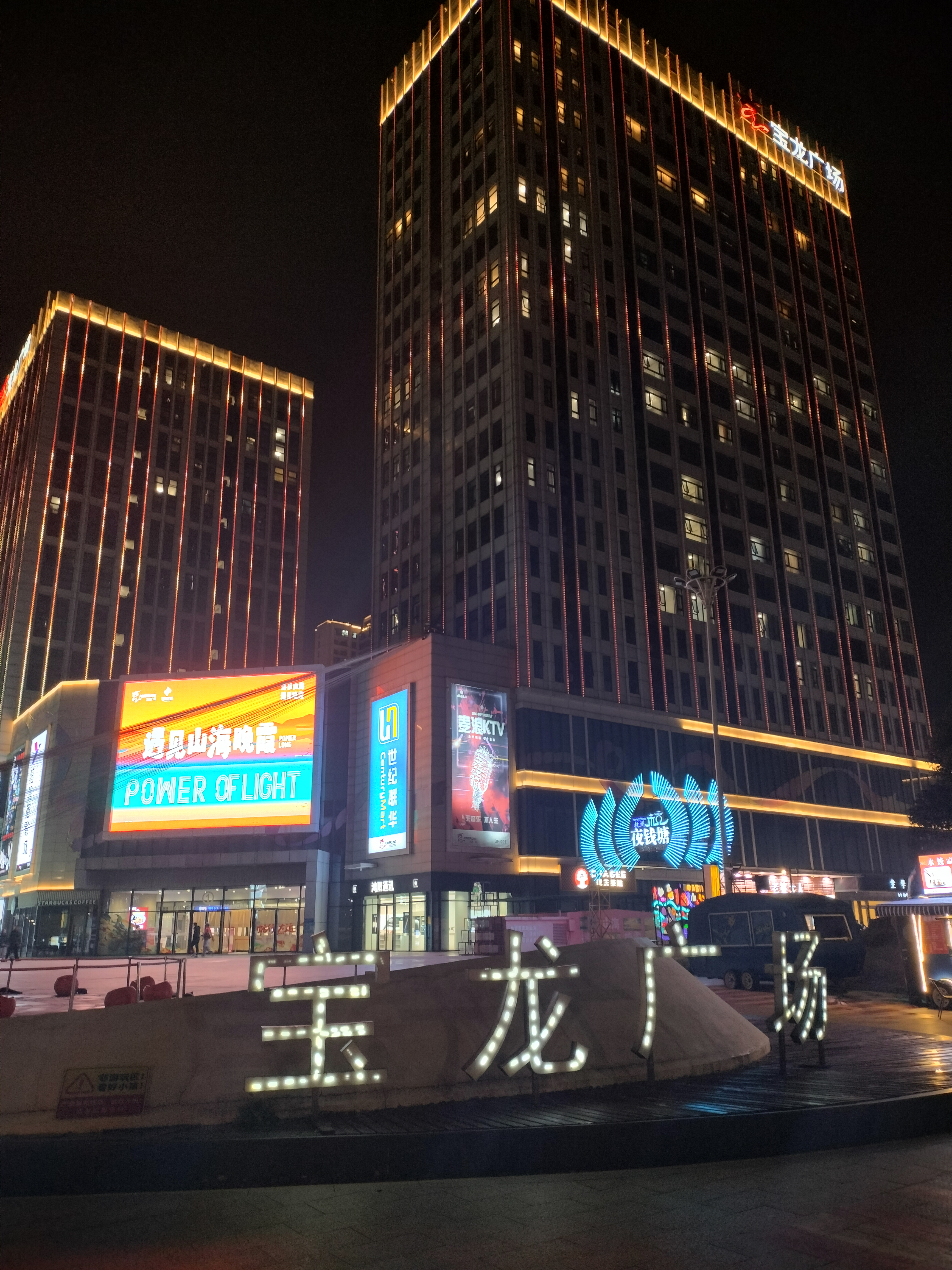
大江东宝龙广场

- 下沙宝龙广场，位于下沙2号大街，浙江工商大学对面，2014年11月开业。
- 杭州萧山宝龙广场，位于萧山区建设一路与金鸡路口，2015年12月开业[41]
- 富阳宝龙广场，位于富阳文居街1001号，2015年12月开业。
- 滨江宝龙城，位于滨江区西部，地处江南大道与滨盛路之间，2016年12月开业。
- 临安白湖畈宝龙广场，位于临安农林大道与武肃街口，2019年11月开业。
- 临安青山湖宝龙广场，位于临安科技大道2588号，2020年10月开业。
- 大江东宝龙广场，位于江东大道2333号，2020年11月开业。
- 杭州锦南宝龙广场，位于临安九州街与双拥路口，2021年12月开业。
- 杭州未来科技城宝龙广场，位于余杭塘路2853号，2022年9月开业。
- 杭州拱墅宝龙广场，位于拱墅区半山地区，2024年5月24日开业。项目是地铁4号线桃源街站的上盖项目，车站A、C出口设有与外街地下室的连通道。
- 临平宝龙广场，位于星河路与兴元路口，预计2025年开业。

### 永旺梦乐城（2家）

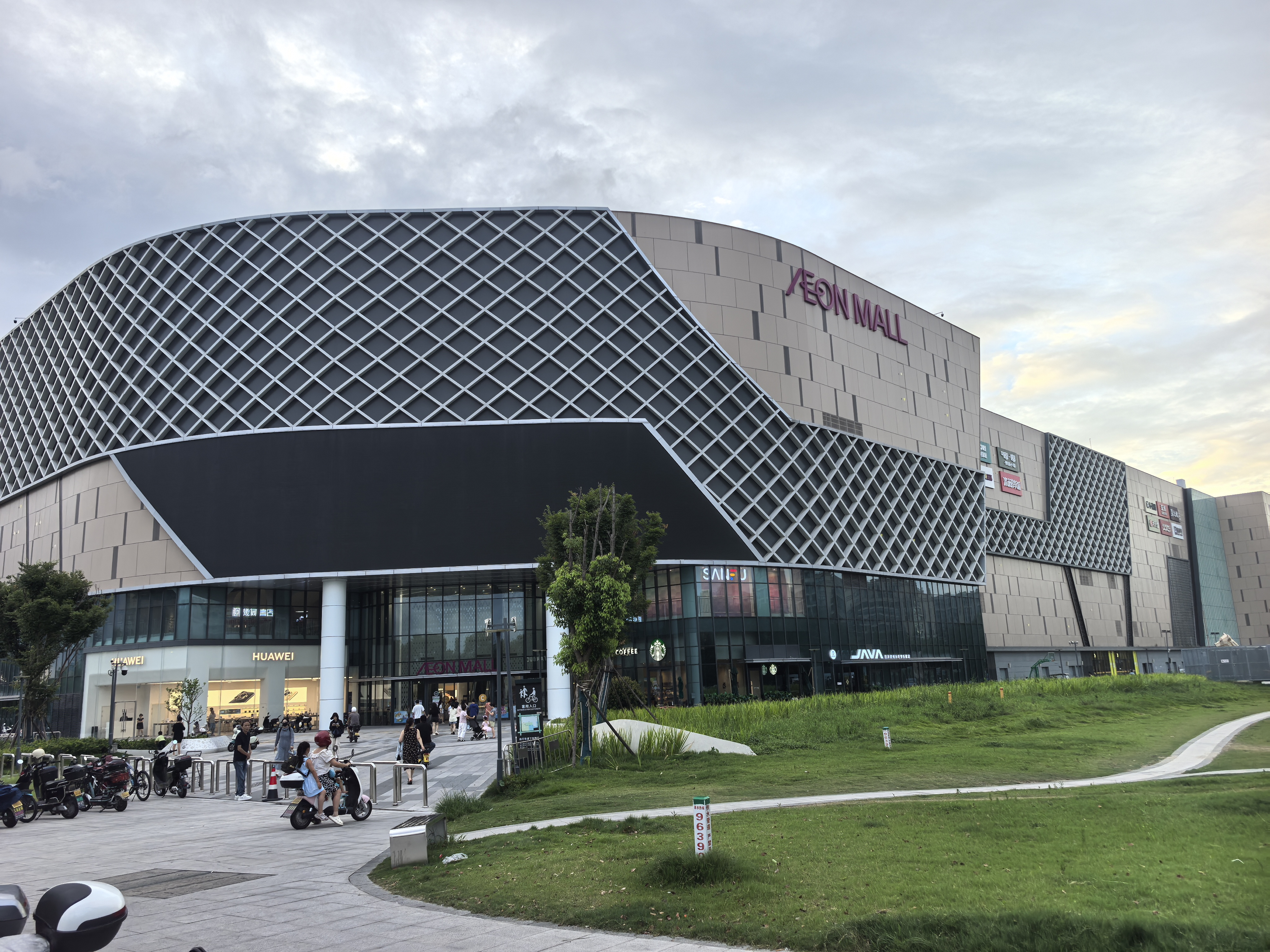
杭州钱塘永旺梦乐城

- 永旺梦乐城杭州良渚新城店，位于余杭区良渚街道古墩路延伸段与疏港大道交汇处，2015年10月开业。这是日本永旺集团在浙江投资的首个一站式购物中心，占地17万平米，配备3000多个停车位。涵盖零售、专卖店、IMAX影院、儿童娱乐场所以及美食一条街。[30]
- 永旺梦乐城杭州钱塘店，位于钱塘区义蓬街道，2024年6月1日开业。

### 开元广场（3家）
- 加州阳光·开元广场，前称为2012年9月开业的加州阳光LSE城市生活广场[42][43]，位于萧山区金城路333号，杭州地铁5号线金鸡路站B2口旁，建筑面积6.4万平米，地上4层。[44]
- 萧山开元广场，位于萧山区市心南路，2023年11月开业。
- 滨江开元广场，2023年12月31日开业，位于滨江区西部的浦沿街道，之江大桥东入口北侧，是杭州地铁6号线西浦路站TOD上盖项目，包括酒店、公寓、写字楼和商业，总建筑面积约23.3万方，这是杭州第三座开元广场。[45][46]

### 奥特莱斯（9家）
- 杭州西湖时代广场城市奥莱，位于西湖时代广场，2005年开业。
- 下沙奥特莱斯，位于钱塘区下沙文海北路1199号，2010年9月正式开业。
- 砂之船奥特莱斯广场，原名砂之船国际生活广场，位于钱江新城的一个地下商场，2011年6月开业。
- 杭州上品折扣，位于下沙开发区4号大街505号，2014年4月开业。
- 杭州首创奥特莱斯，位于富阳江滨东大道889号，2017年11月开业。
- 杭州西溪栖悦城奥莱，位于西溪湿地景区内，2018年9月开业。
- 杭州百联奥特莱斯广场，位于临平香岸路33号，2021年10月开业。
- 杭州百富茂城市奥特莱斯（临平店），位于临平大道618号，2022年5月开业。
- 东韵奥特莱斯，位于杭州东站西广场，2024年10月开业。

### 其他大型商场(14+)
- 西湖时代广场，原为西湖畔的精品商场，内部共设三层，分一楼（国际名品店）、二楼（绅士、淑女馆）、地下一楼（休闲生活馆）。商场四面临街，经营面积2万平方米，经营数万种中高档精品，原来由杭州大厦经营管理[47]，现在已改由衣之家百货经营；
- 汇德隆银隆百货，位于萧山区市心中路，地铁2号线杭发厂站C口，商场A、B两座分别于2009年12月和2015年5月开业，C座在建中，三座总建筑面积达20万方。[48]
- 杭州西田城，位于近郊余杭良渚，2013年6月開業，是一家购物中心。[49]
- 杭州水晶城购物中心，位于拱墅区上塘路458号，2014年12月开业。
- 杭州苏宁生活广场，位于湖墅南路90号，2014年12月26日开业。
- 宜家杭州商场，位于临平乔司街道乔莫西路5号，杭州地铁9号线乔司站B出口附近。2015年6月25日开业，这是杭州首家宜家商场。[50]
- 杭州天虹购物中心，位于上城区新塘路108号，2015年6月27日正式开业。

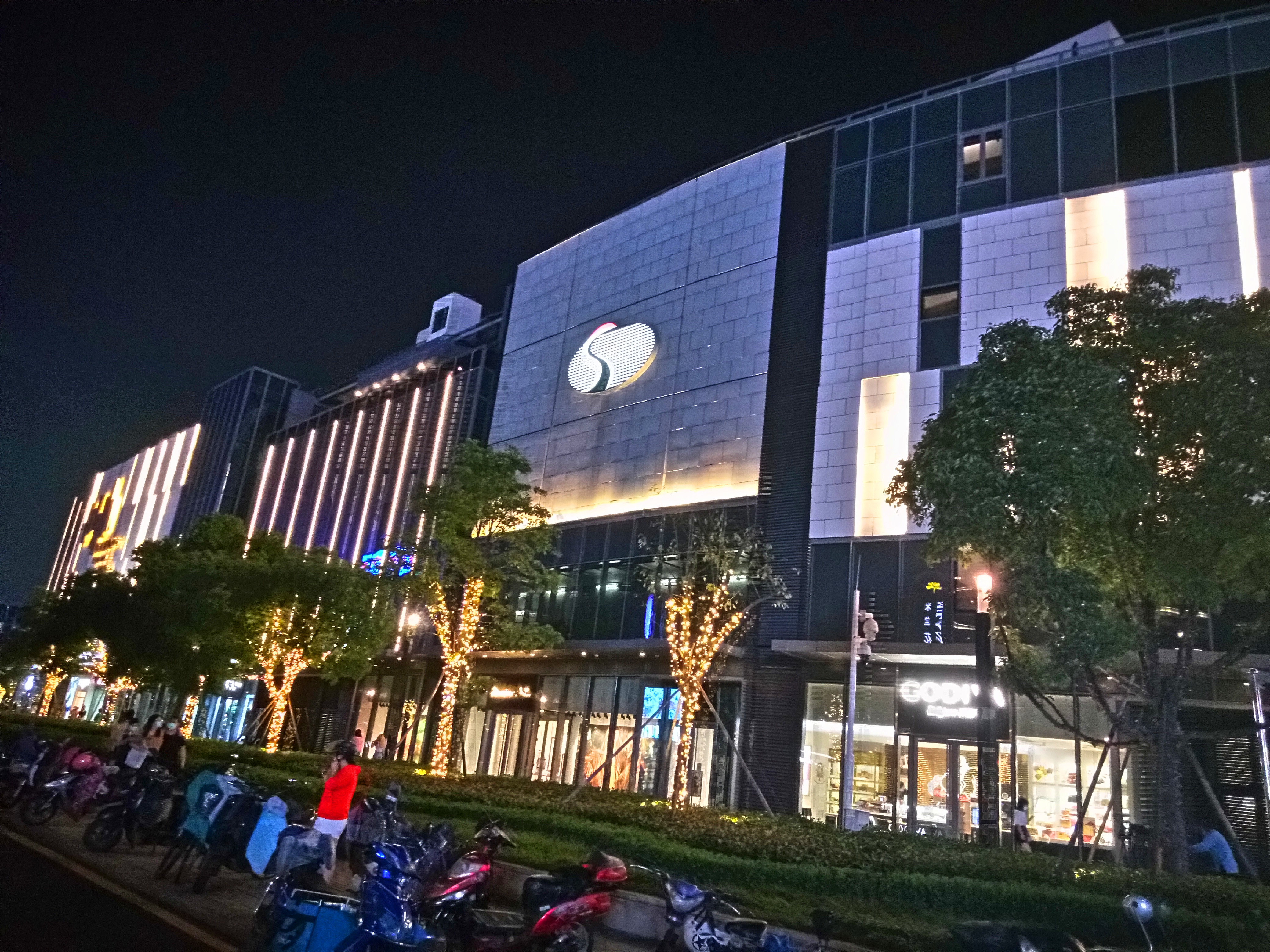
杭州嘉里中心夜景

- 杭州嘉里中心，位于延安路，商场于2016年11月29日开始试营业，有六层（包括地下一层），总面积10.8万平米，入驻商家主要有杭州百美汇影城嘉里中心店（百老汇院线旗下）、Olé超市、Hard Rock Café（首次入驻杭州）、翠园餐厅（港式饮茶文化）和超过1300平米的Under Armour运动体验旗舰店。商场与地铁1号线、2号线凤起路站无缝衔接。
- 国大城市广场，原来为杭州国际大厦，位于武林商圈黄金地段，闭关多年改造升级，2017年5月开业，是杭州最高、楼层最多的购物中心。[30]

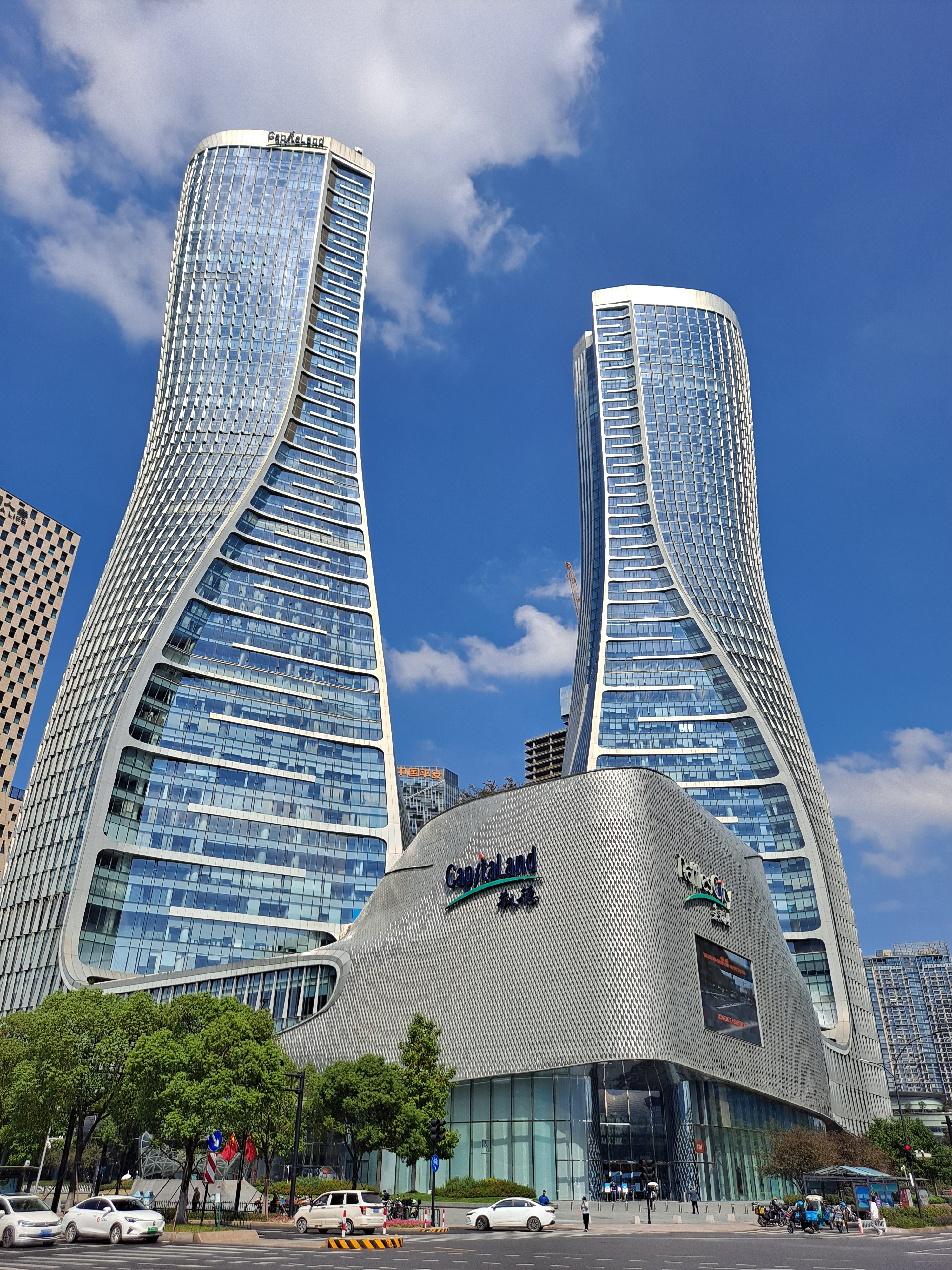
杭州来福士广场

- 杭州來福士廣場，2017年4月开业，位于钱江新城。有地上七层、地下一层，总面积约10万平米，业态规划上餐饮37％、时尚品牌37％、生活方式类17％。
- 杭州新天地中心，杭州真正意义上的首个Park Mall，总营业面积达180万方，2017年11月开业。其中商场——杭州新天地购物中心位于拱墅区新天地街与长浜路口，杭州地铁3号线和4号线新天地街站A口旁，购物中心面积12万方，其中地上5层、地下1层。主要入驻商家有风云再起（动漫娱乐）、奇客巴士（黑科技体验店）、全明星俱乐部（滑冰）、GDFS免税店、索丘漫书咖、718摩戏大道、星月古兰（西域美食）、木森美食广场。[51][52]
- 杭州大悦城，是中粮大悦城品牌打造的体验式购物乐园，位于拱墅区莫干山路隐秀路交叉口，毗邻京杭运河，与杭州地铁10号线北大桥站C出口无缝接驳，购物中心总面积约20万平米，有9层商业楼，6个室内主题街区，近300家品牌入驻。2018年8月开业。[53][54]
- 杭州高德置地廣場（商場部份），位于钱江新城市民中心南侧，2020年10月开业，六层，入驻有SFC上影国际影城；由于钱江新城已有杭州万象城、砂之船國際生活廣場和杭州来福士广场，所以该广场的店铺空置率较高。与地铁市民中心站G出口无缝对接。[55]
- 杭州拱墅吾悦广场，位于拱墅区石桥街道同协路与杭玻街交叉口，是杭州首家吾悦广场。项目由侑阳祥顺委托给新城吾悦运营管理，与3号线同协路站连通，商业总体量7.8万方，地下1层、地上4层。2024年12月21日开业[56]。

## 建设中
- 杭州恒隆广场，位于拱墅区武林广场、百井坊巷附近的一个大型商业综合体，由一座10万平米的购物商场、五座甲级办公楼和一座高级酒店组成。预计2025年建成。
- 杭州嘉里城，位于拱墅區东新路338號，此區是上世紀50年代的杭州制氧机厂遺址，現今已開發為成熟住宅與新興商務的融匯區域。建築面積約25萬平方米，集結商業零售、高端住宅和長租公寓，超甲級辦公樓，以及JEN酒店於五大地塊上，橫跨在一公里長的東新路兩側。此項目以多元的商業零售形態為特色，涵蓋商場、商業街與集市[57]。预计2025年竣工。
- 杭州K11购物艺术中心，位于上城区望江板块，地铁婺江路站、莫邪塘站上盖物业，预计2025年底竣工。
- 杭州SKP，位于萧山钱江世纪城，北京SKP的迭代升级版，2021年12月开工，预计2027年竣工。